# Oshivelo
Oshivelo este un oraș din nordul Namibiei.